# Halimium halimifolium
El jaguarzo blanco (Halimium halimifolium) es una especie de la familia Cistaceae.

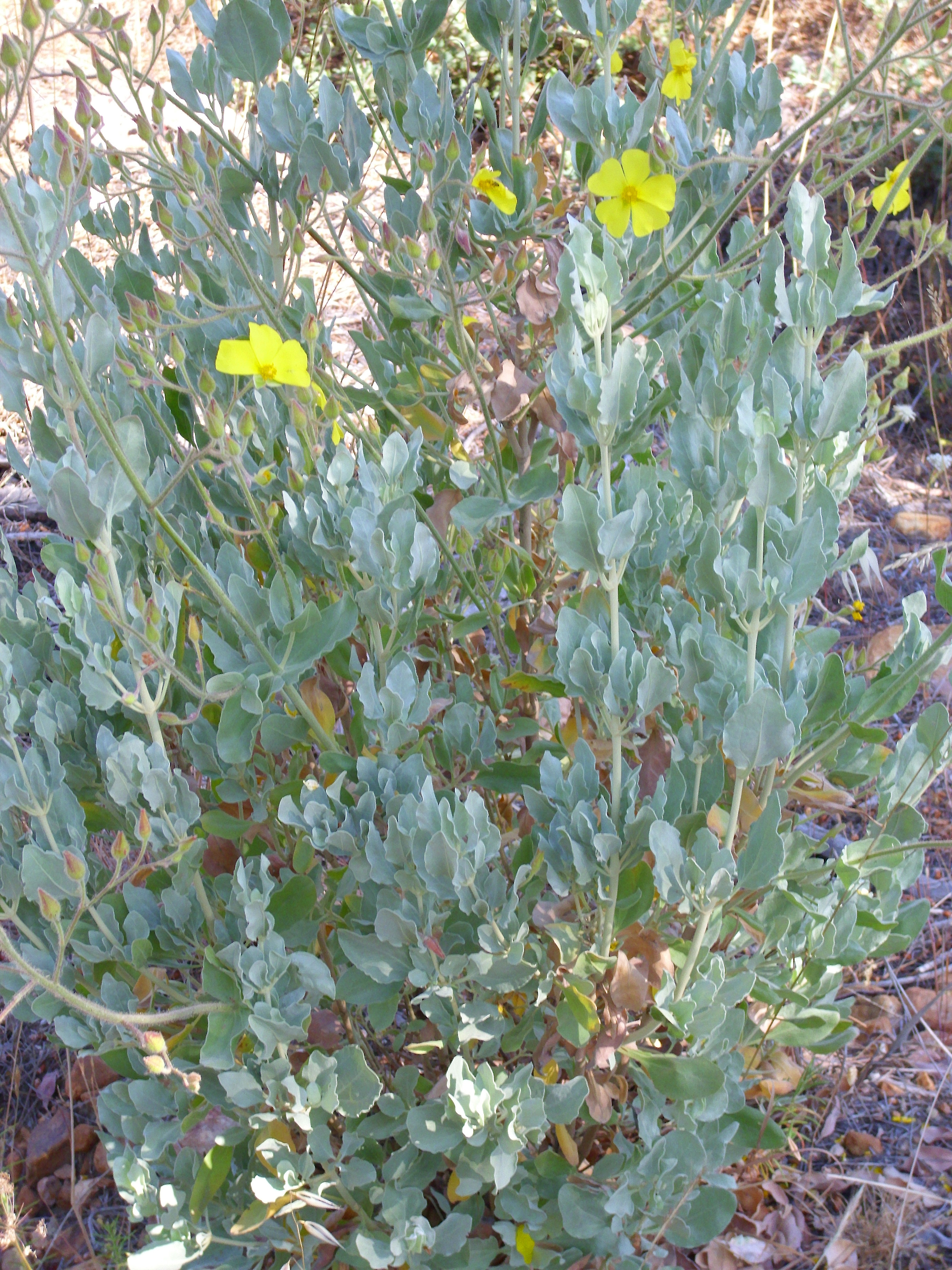
Vista de la planta en su hábitat

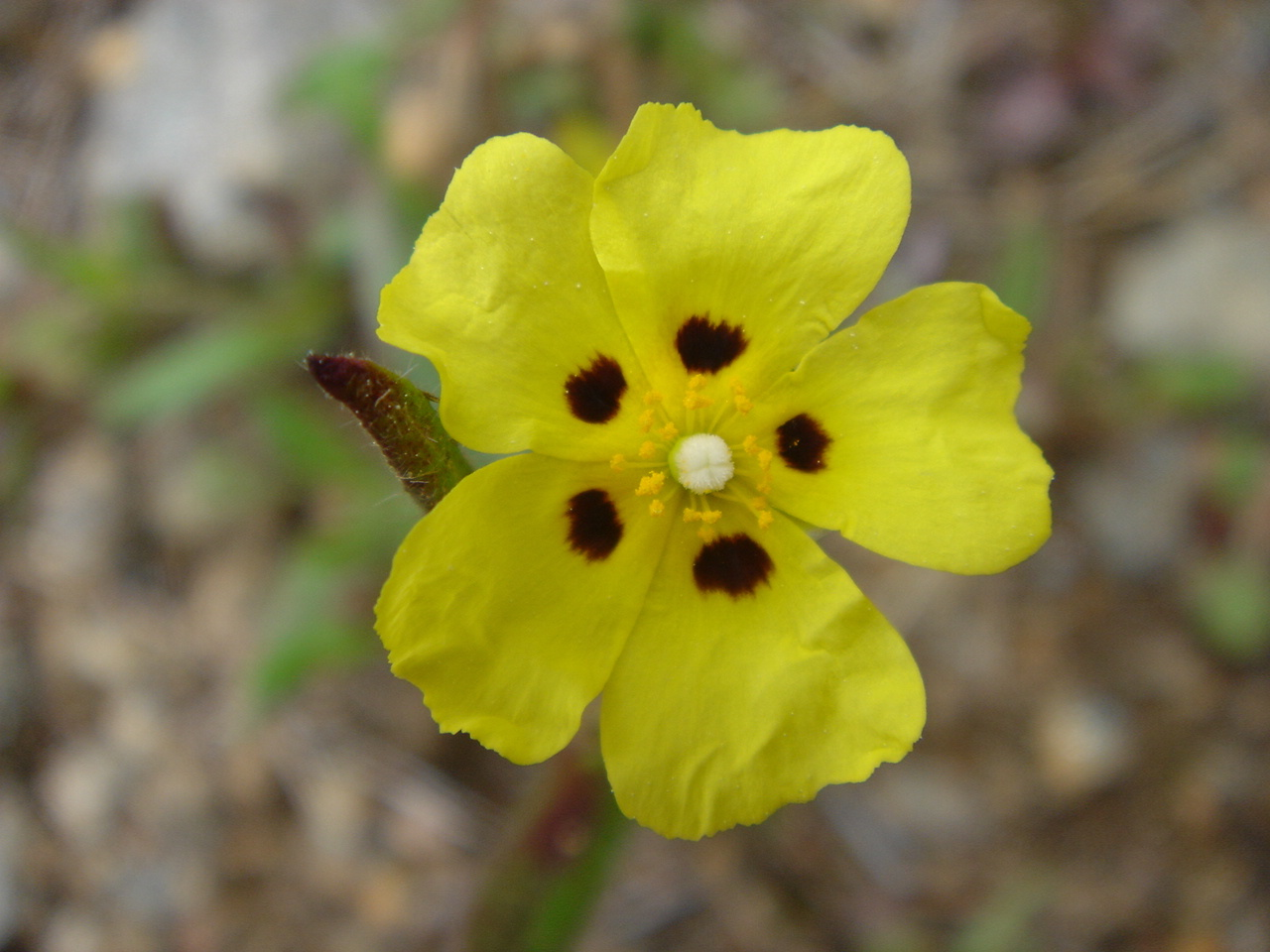
Detalle de la flor

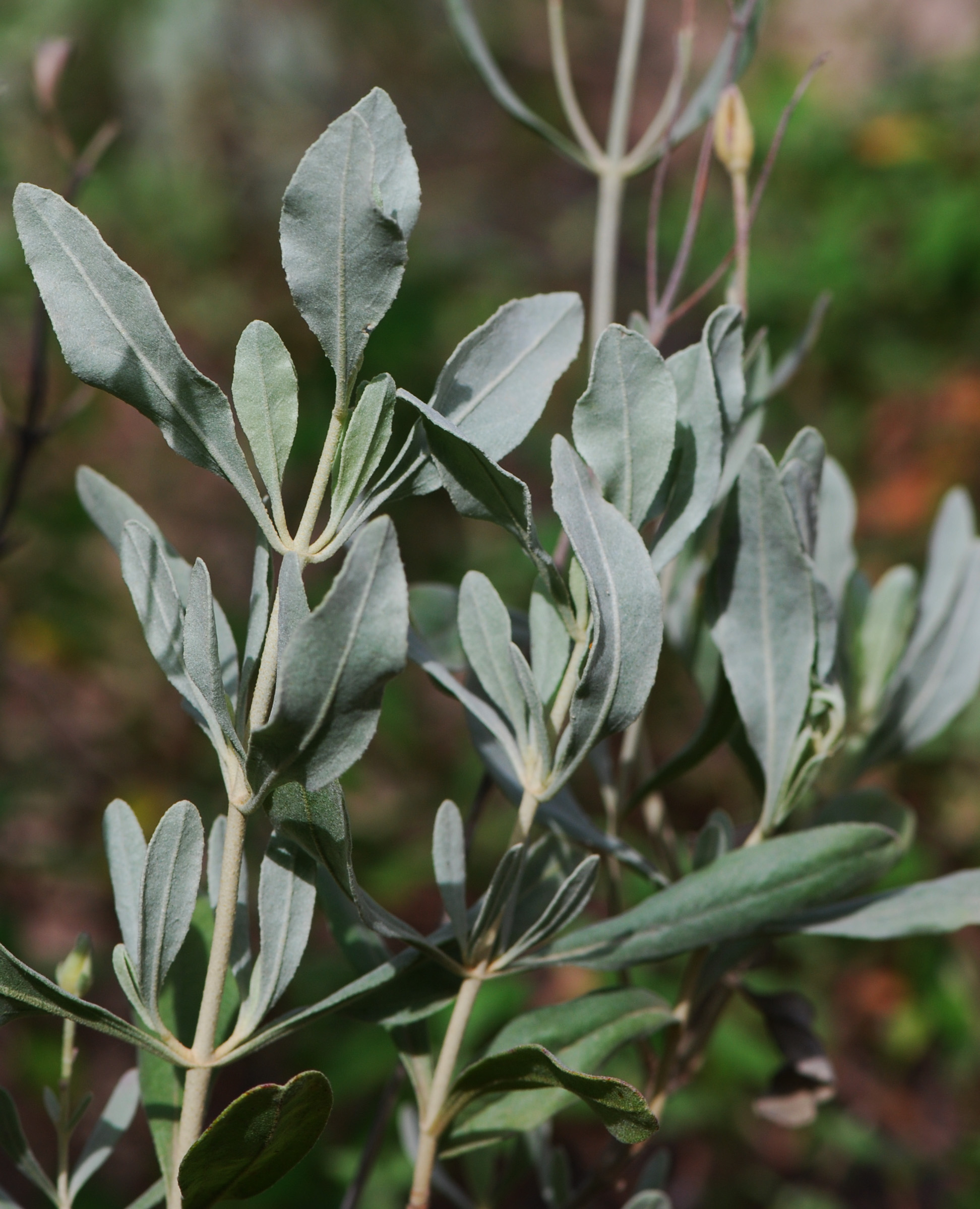
Detalle de las hojas

## Descripción
Es un arbusto erecto muy ramificado, de hasta 1,5 m de alto. Las ramas jóvenes plateadas, las más viejas pardas. Hojas opuestas en cruz, elípticas o lanceoladas espatuladas, de 1-4 cm de largo y 5-20 mm de ancho, lás jóvenes tomentosas de blanco, después con el haz verde grisáceo, con escamas en forma de escudo y pelos estrellados. Inflorescencias en racimos. Flores amarillo oro, con manchas oscuras en la base, de 3-4 cm de ancho, 5 sépalos, 2 muy pequeños, en el interior de 3-10 mm de largo, muy escamosos, en ocasiones vellosos. 5 pétalos anchamente cuneiformes. Ovario súpero.   Estilo en forma de maza. Cápsula ovalada, de 8 mm de largo, con 2-3 lóculos encerrada en el cáliz persistente. Esta especie es especialmente variable.

## Hábitat
Sobre arena, dunas, siempre junto al litoral. Matorrales y garrigas.

## Distribución
Mediterráneo occidental

## Taxonomía
Halimium halimifolium fue descrita por (Linneo) Willk. y publicado en Prodr. Fl. Hispan. 3: 717 1878.
Etimología
Halimium: nombre genérico que proviene del griego hálimon, latinizado halimon = principalmente la orgaza o salgada (Atriplex halimus L., quenopodiáceas). Seguramente Dunal creó este nombre seccional del género Helianthemum, porque una de sus especies más características –Halimium halimifolium (L.) Willk.; Cistus folio Halimi de Clusio– tiene las hojas semejantes a las del halimon.
halimifolium: epíteto latino que significa "con las hojas de Halimium".
Citología
Número de cromosomas de Halimium calycinum (Fam. Cistaceae) y táxones infraespecíficos:
2n=18
Sinonimia
- Helianthemum halimifolium  Willd.
- Helianthemum crispatum Boiss.
- Halimium lepidotum Spach
- Cistus halimifolius L.
- Cistus lepidotus Amo
- Cistus halimifolius var. obtusifolius (Pers.) Steud.
- Cistus multiflorus (Salzm. ex Dunal) Amo
- Halimium halimifolium (L.) Willk. in Willk. & Lange subsp. halimifolium (L.) Willk. in Willk. & Lange
- Halimium halimifolium subsp. lepidotum (Spach) Maire in Jahand. & Maire
- Halimium halimifolium subsp. multiflorum (Salzm. ex Dunal) Maire in Jahand. & Maire
- Halimium halimifolium var. crispatum (Boiss. & Reut.) Willk. in Willk. & Lange
- Halimium halimifolium var. inmaculatum (Sennen & Pau) Malag.
- Halimium halimifolium var. maculatum (Sennen & Pau) Malag.
- Halimium halimifolium var. multiflorum (Salzm. ex Dunal) T.Durand & Schinz
- Halimium halimifolium var. planifolium [Willk.] Willk. in Willk. & Lange
- Halimium lepidotum [ß] crispatum (Boiss. & Reut.) Willk.
- Halimium lepidotum [alfa] planifolium Willk.
- Halimium lepidotum raza multiflorum (Salzm. ex Dunal) Samp.
- Halimium multiflorum [ß] microphyllum (DC.) Willk.
- Halimium multiflorum [alfa] macrophyllum Willk.
- Halimium multiflorum (Salzm. ex Dunal) Willk.
- Helianthemum halimifolium raza multiflorum (Salzm. ex Dunal) Samp.
- Helianthemum halimifolium subsp. multiflorum (Salzm. ex Dunal) Cout.
- Helianthemum halimifolium var. crispatum (Boiss. & Reut.) Cout.
- Helianthemum halimifolium var. inmaculatum Sennen & Pau
- Helianthemum halimifolium var. maculatum Sennen & Pau
- Helianthemum halimifolium var. multiflorum (Salzm. ex Dunal) T.Durand & Schinz
- Helianthemum halimifolium var. obtusifolium Pers.
- Helianthemum halimifolium var. planifolium [Willk.] Cout.
- Helianthemum halimifolium (L.) Dum.Cours.
- Helianthemum multiflorum Salzm. ex Dunal
- Strobon halimifolium (L.) Raf.[5]

## Nombres comunes
- Castellano: blanquizarejo, flor del sol silvestre, jaguarzo, jaguarzo blanco, jaguarzo hembra, jara blanca, juagarzo, juagarzo hembra, juagarzo vizcaíno, mirasol angosto, mirasol de España, mirasol menudo, mirasol redondillo, monte blanco, rosal de moscas, saguarzo.[5]